# Ferrand (Santa Lucía)
Ferrand es una localidad de Santa Lucía, que forma parte del distrito de Castries.